# Arthur Benz
Arthur Benz (* 1954 in Wendlingen am Neckar) ist ein deutscher Politikwissenschaftler und Professor an der TU Darmstadt.

## Leben
Arthur Benz studierte zwischen 1974 und 1979 Verwaltungswissenschaften an der Universität Konstanz. Nach seinem abgeschlossenen Studium war er bis 1984 wissenschaftlicher Mitarbeiter am Zentralinstitut für Raumplanung an der Westfälischen Wilhelms-Universität in Münster. 1983 wurde er an der Universität-Gesamthochschule Duisburg promoviert. 1984 trat er eine Stelle als Forschungsreferent am Forschungsinstitut für öffentliche Verwaltung an der Hochschule für Verwaltungswissenschaften Speyer an. Mitte 1987 wurde er dort Hochschulassistent.
Von April 1990 an war Benz ein Jahr Gastforscher am Max-Planck-Institut für Gesellschaftsforschung in Köln. 1993 habilitierte er sich an der Hochschule für Verwaltungswissenschaften in Speyer und wurde im selben Jahr Professor für kommunale und regionale Entwicklungspolitik und Infrastrukturplanung an der Fakultät für Verwaltungswissenschaft der Universität Konstanz. Ab Oktober 1995 lehrte er als Professor für Regierungslehre und Policyforschung an der Martin-Luther-Universität Halle-Wittenberg. 1999 übernahm er eine Professur für Politikwissenschaft an der Fernuniversität Hagen. 2010 nahm er einen Ruf an die TU Darmstadt an und lehrte am dortigen Institut für Politikwissenschaft. Seit Oktober 2019 ist er im Ruhestand.
2007 erhielt Arthur Benz den John G. Diefenbaker Award und war ein Jahr Gastforscher an der Carleton University Ottawa. 2014/15 forschte er als Fellow am Kulturwissenschaftlichen Kolleg der Universität Konstanz.
Arthur Benz war 2003–2006 stellvertretender Vorsitzender der Deutschen Vereinigung für Politische Wissenschaft. Zwischen 2003 und 2004 wirkte er als Sachverständiger in der Kommission von Bundestag und Bundesrat zur Modernisierung der bundesstaatlichen Ordnung mit.
Seine Forschungsschwerpunkte sind die Politik in Mehrebenensystemen, vergleichende Föderalismusforschung und der Wandel des Staates.

## Publikationen
- Föderale Demokratie, Baden-Baden: Nomos 2020.
- The Art of Keeping the Balance. Constitutional Policy in Multilevel Government, Oxford: Oxford University Press 2016.
- (mit Jessica Detemple und Dominic Heinz) Varianten und Dynamiken der Politikverflechtung in Deutschland, Baden-Baden: Nomos 2016.
- (hrsg. mit Jörg Broschek) Federal Dynamics: Continuity, Change, and the Varieties of Federalism, Oxford: Oxford University Press 2013.
- Politik in Mehrebenensystemen, Wiesbaden: VS Verlag für Sozialwissenschaften 2009.
- Der moderne Staat, München-Wien: Oldenbourg 2008 (2. rev. Aufl., 1. Auf. 2001, spanische Ausgabe Madrid 2010).
- (hrsg. mit Yannis Papadopolous) Governance and Democracy – Comparing National, European and Transnational Experiences, London: Routledge 2006.
- Kooperative Verwaltung. Funktionen, Voraussetzungen und Folgen, Baden-Baden, Nomos 1994.
- (mit Fritz W. Scharpf und Reinhard Zintl) Horizontale Politikverflechtung. Zur Theorie von Verhandlungssystemen, Frankfurt/M.-New York: Campus 1992.